# Andreas Hoge
Andreas Hoge (* 1960) ist ein deutscher Filmkomponist und Musiker aus Halle.
Andreas Hoge war zu DDR-Zeiten Gitarrist bei der Rockband Joker und beim Rock´n Roll Orchester Magdeburg. Seit Mitte der 1980er Jahre komponiert er für Film und Fernsehen.

## Filmografie (Auswahl)
- 1995: Polizeiruf 110 – Sieben Tage Freiheit
- 1997–1999: Mama ist unmöglich (Fernsehserie, 15 Folgen)
- 1999: Klemperer – Ein Leben in Deutschland (Fernsehserie, 12 Folgen)
- 2001: Polizeiruf 110 – Angst
- 2001: Polizeiruf 110 – Bei Klingelzeichen Mord
- 2001: Tatort – Ein mörderisches Märchen
- 2002: Tatort – Heiße Grüße aus Prag
- 2002–2023: SOKO Leipzig (Fernsehserie, 238 Folgen)
- 2003: Polizeiruf 110 – Verloren
- 2004: Polizeiruf 110 – Winterende
- 2004: Tatort – Große Liebe
- 2004: Tatort – Teufelskreis
- 2006: Polizeiruf 110 – Kleine Frau
- 2007: Freischwimmer
- 2007: Stella und der Stern des Orients
- 2008: Polizeiruf 110 – Rosis Baby
- 2008: Tatort – Todesstrafe
- 2009: Mullewapp – Das große Kinoabenteuer der Freunde
- 2009: Polizeiruf 110 – Endspiel
- 2010: Tatort – Tod auf dem Rhein
- 2010: Tatort – Bluthochzeit
- 2010: Tatort – Im Netz der Lügen
- 2012: Tatort – Nachtkrapp
- 2013: Die Abenteuer des jungen Marco Polo (The Travels of the Young Marco Polo) (Zeichentrickserie)
- 2014: Kallis Gute-Nacht-Geschichten (Fernsehserie, 13 Folgen)
- 2014: Raketenflieger Timmi (Fernsehserie, 26 Folgen)
- 2019:  Der vierte Mann